# Charles Bowden
Pour les articles homonymes, voir Bowden.
Charles Clyde Bowden, né le 20 juillet 1945 à Joliet et mort le 30 août 2014  à Las Cruces, est un journaliste et écrivain américain,.

## Œuvres
- The Impact of Energy Development on Water Resources in Arid Lands: Literature Review and Annotated Bibliography, 1975
- Killing the Hidden Waters, 1977
- Street Signs Chicago: Neighborhood and Other Illusions of Big City Life, avec Lew Kreinberg, phot. de Richard Younker, 1981
- Blue Desert', 1986
- Frog Mountain Blues, phot. de Jack W. Dykinga, 1987
- Trust Me: Charles Keating and the Missing Billions, avec Michael Binstein, 1988
- Mezcal, 1988
- Red Line, 1989
- Desierto: Memories of the Future, 1991
- The Sonoran Desert, phot. de Jack W. Dykinga, 1992
- The Secret Forest, phot. de Jack W. Dykinga, 1993
- Seasons of the Coyote: the Legend and Lore of an American Icon, 1994
- Frog Mountain Blues, phot. de Jack W. Dykinga, 1994
- Blood Orchid: An Unnatural History of America, 1995[3]

- traduit sous le titre Orchidée de sang. Une histoire pas naturelle de l'Amérique par Bernard Cohen, Paris, Albin Michel, coll. « Littérature étrangère », 2013, 360 p.  (ISBN 978-2-226-24510-6)
- Chihuahua: Pictures From the Edge, phot. de Virgil Hancock, 1996
- Stone Canyons of the Colorado Plateau, phot. de Jack W. Dykinga, 1996
- The Sierra Pinacate, avec Julian D. Hayden & Bernard L. Fontana, phot. de Jack Dykinga, 1998
- Juárez: The Laboratory of our Future, preface by Noam Chomsky; afterword by Eduardo Galeano (1998) - prix de la publication Infinity Award 1999
- Torch Song, 1999
- Paul Dickerson, 1961-1997, 2000
- Eugene Richards, 2001

- traduit sous le titre Eugene Richards par Erol Ok, London, UK, Phaidon Press Ltd, 2001, 125 p.  (ISBN 0-7148-9160-6)
- Down by the River: Drugs, Money, Murder, and Family, 2002
- Blues for Cannibals, 2002

- traduit sous le titre Du blues pour les cannibales. Une histoire pas naturelle de l'Amérique, Tome II par Bernard Cohen, Paris, Albin Michel, coll. « Littérature étrangère », 2015, 432 p.  (ISBN 978-2-226-31240-2)
- Killing the Hidden Waters, 2003
- A Shadow in the City : Confessions of an Undercover Drug Warrior, 2005
- Inferno, phot. de Michael P. Berman, 2006
- Exodus/Éxodo, phot. de Julián Cardona, 2008
- Some of the Dead are Still Breathing: Living in the Future, 2009
- Murder City: Ciudad Juarez and the Global Economy's New Killing Fields, 2010[4]
- Dreamland: The Way Out of Juarez, ill.  d’Alice Leora Briggs, 2010
- El Sicario: The Autobiography of a Mexican Assassin, avec Molly Molloy, 2011
- Dead When I Got Here: Asylum from the madness, 2014